# فهرست پادشاهان گورکانی هند
سلسله گورکانیان هند که به آن امپراتوری مغول، امپراتوری بابُری یا تیموری نیز گویند، آخرین امپراتوری دوران طلایی اسلام است که به‌دست شاهزادگانی از دودمان تیموریان، در هندوستان ایجاد شد. حکمرانان این سلسله از ۱۵۲۶ میلادی تا ۱۸۵۷ میلادی در بخش بزرگی از شبه‌قارهٔ هند شامل کشورهای امروزی هند، پاکستان، بنگلادش و افغانستان فرمانروایی کردند.
دوران شکوه امپراتوری گورکانی تا اواسط پادشاهی اورنگ‌زیب عالمگیر بود و کشور هند که در روزگار اکبرشاه، شاه جهان و اورنگ‌زیب سیر تمدن را آغاز کرده بود، پس از آن تدریجاً رو به ضعف نهاد. اروپاییان به این دوره مغول کبیر می‌گویند و پس از آن را، که از قدرت این امپراتوری به شدت کاسته شد، دوران مغول صغیر می‌نامند. بهادرشاه دوم آخرین فرمانروای گورکانی بود که در سال ۱۸۵۷ میلادی حکومت را به بریتانیا واگذار کرد.
گورکانی‌ها دارای رابطه بسیاری با دودمان‌های حاکم در راجپوت و ایران داشتند و ازدواج‌های سلطنتی میان ایشان برقرار بوده. در حالی که دو پادشاه نخست این دودمان، بابر و همایون گورکانی، دارای تباری از آسیای میانه (مردم ترک) بودند، اکبر نیمه ایرانی بود، جهانگیر نیمه‌ایرانی و یک‌چهارم ایرانی بود و به همین ترتیب شاه جهان سه‌چهارم راجپوت بود.
در اواخر قرن هفدهم و اوایل قرن هجدهم میلادی، گورکانیان هند به اوج اعتلای خویش رسیده بودند و شبه‌قاره هند را از بنگال در شرق تا کابل و سند در غرب و از کشمیر در شمال تا رود کاوری در جنوب به دست داشتند. جمعیت تحت قیادت آنان میان ۱۱۰ تا ۱۵۰ میلیون نفر تخمین زده شده (که در حد یک‌چهارم جمعیت آن دورهٔ جهان بوده) و ۳٫۲ میلیون کیلومتر مربع مساحت این امپراتوری بوده.

## امپراتوری گورکانیان مغول

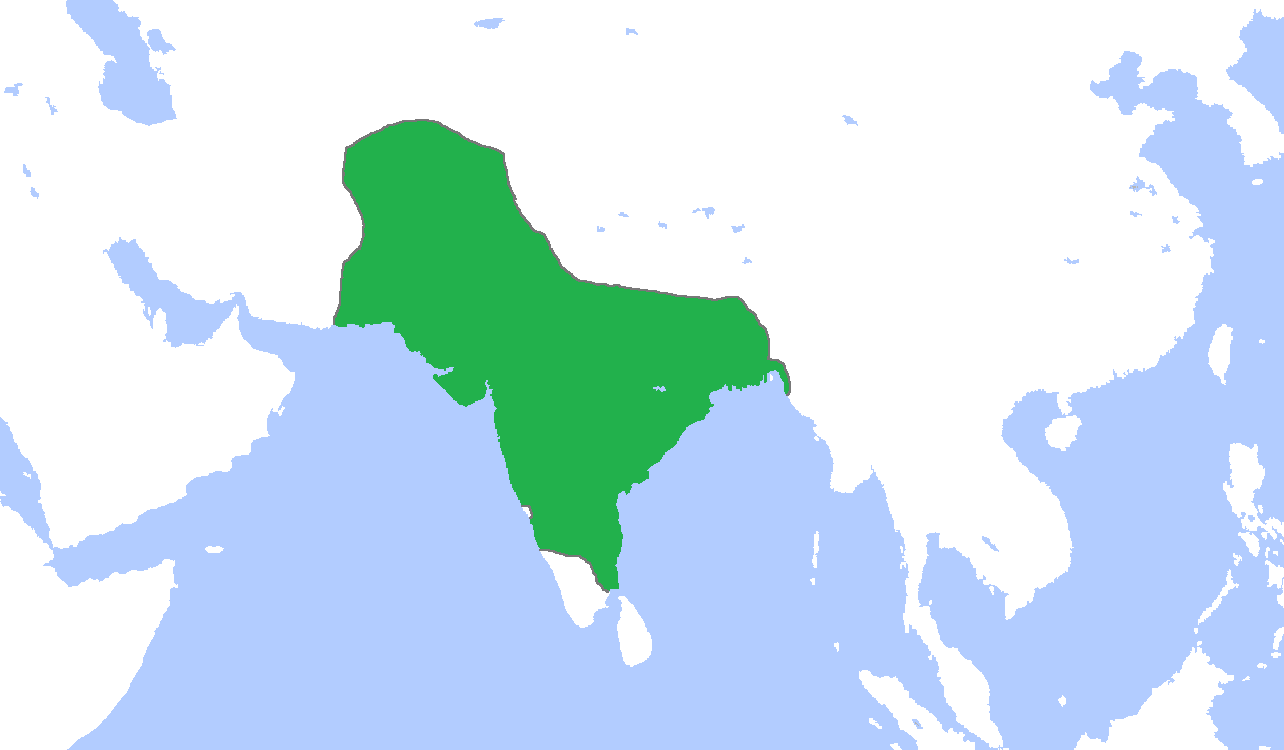
امپراتوری مغول در سال ۱۷۰۰ میلادی

گورکانیان توسط بابُر، که شاهزاده‌ای تیموری از توران یا ترکستان بود، تأسیس شد. بابر از نسل تیمور لنگ بود و ارتباط خاندانی میان وی با جغتای، دومین امپراتور مغول و فرزند چنگیز خان، از سوی مادری برقرار بود. او در سن چهارده سالگی به همراه شیبانی خان راهی جنوب شده و در کابل جای گرفت. سپس به افغانستان رفته و از تنگه خیبر به سوی هند تاخت. او نخست در ۱۵۲۶ میلادی در نبردی موفق به فتح پانی‌پت شد. اما مشکلات جنگ اجازه تحکیم قدرت را به او نمی‌داد. این مشکلات در زمان جانشین او، نصیرالدین همایون، خود را نشان دادند. شورشیان علیه همایون قیام کردند و او به درگاه صفویان پناهنده شد که این مسئله موجب نفوذ حاکمان غرب آسیا در درگاه گورکانی شد. در سال ۱۵۵۵ همایون توانست با کمک‌های ایران امپراتوری خود را احیا کند ولی اندکی بعد درگذشت. پسر همایون، اکبر کبیر، تحت نظارت محمد بیرام خان‌خانان در این هنگام به حکومت رسید.
اکبر از طریق جنگ و دیپلماسی امپراتوری را گسترش داد و تمامی شبه جزیره هندوستان را تا مرز رود گوداواری به آن ضمیمه کرد. او از اصلاحات فرهنگی حمایت کرد و گروهی جدید از اشراف را پدیدآورد و هندوهای وفادار به خود را به دربار کشاند. در همین دوره اکبر به تسهیل روابط تجاری با اروپاییان نیز پرداخت. مورخ هندی، ابراهیم ارالی می‌گوید که خارجی‌ها اغلب تحت تأثیر ثروت افسانه‌ای درگاه مغول قرار می‌گرفتند، اما درگاه پر زرق و برق واقعیت تیره‌تر را در پس خود مخفی نگه می‌داشت، یعنی حدود یک چهارم از تولید ناخالص ملی امپراتوری، متعلق به ۶۵۵ خانواده بود، در حالی که اکثریت ۱۲۰ میلیون نفری در فقر وحشتناک زندگی می‌کردند. اکبر در این دوره به برخی از قوانین اسلامی معترض شده و به نزدیک کردن هندوئیسم و اسلام پرداخت. او در تلاش برای افزایش تسامح دینی و افزایش آزادی مذهبی مردمان اقدام به ایجاد دین الهی کرد که تلفیقی از آداب ادیان مختلف بود.
فرزند اکبر، جهانگیرشاه، دوران اوج گورکانیان را رهبری می‌کرد اما به تریاک معتاد شد و به امور خارجه اعتنایی نداشته و تحت تأثیر قدرت‌های رقیب قرار گرفت. در زمان جانشین او، شاه جهان، فرهنگ و هنر مغولان در اوج خود بود که تاج محل نمودی از آن است. در این دوره مخارج درگاه بیش از درآمدهای آن شده بود.
فرزند ارشد و لیبرال شاه جهان، محمد داراشکوه، در نتیجه مریضی او در سال ۱۶۵۸ قدرت را به دست گرفت. با این حال برادر کوچک‌ترش، اورنگ‌زیب، با عالمان سنتی مسلمان متحد شد و علیه تلفیق‌گرایی مذهبی برادر ایستاده و پادشاهی را به دست آورد. اورنگ زیب در ۱۶۵۹ داراشکوه را شکست داده و اعدامش کرد. علی‌رغم بهبود مریضی شاه جهان، اورنگ زیب او را ناقص خوانده و به زندان انداخت. او قدرت نظامی را کسب کرد ولی سخت‌گیری در مذهب و عدم تسامح با مردمان بومی موجب ضعف حکومتش شد. او سعی در گسترش امپراتوری داشت و مرزهای جنوبی را افزود ولی در زمان مرگش، در سال ۱۷۰۷، اغلب نواحی در دست شورشیان بودند. او با صرف هزینه‌های فراوان ناحیهٔ دکن در جنوب هندوستان را فتح کرد ولی در کشورگشایی برای بدست آوردن ناحیهٔ اجدادی خود، توران زمین و آسیای میانه، ناموفق بود.شاه عالم، جانشین اورنگ زیب، سیاست‌های مذهبی پدرش را لغو کرد و تلاش کرد تا دولت را اصلاح کند. با این حال، پس از مرگ او در سال ۱۷۱۲، سلطنت مغول به هرج و مرج و منازعات خشونت‌آمیز وارد شد. تنها در سال ۱۷۱۹ چهار امپراتور یکی پس از دیگری بر تخت سلطنت تکیه کردند.
در زمان قدرت یافتن محمد شاه گورکانی امپراتوری رو به شکوفایی نهاد و بخش‌هایی از آن به دست امپراتوری مراتا افتاد. حمله به هند توسط نادرشاه موجب افت قدرت و پرستیژ گورکانیان شد، با ورود دیگر قدرت‌ها به هند مانند بریتانیایی‌ها، گورکانیان به افول و زوال دچار شدند. آخرین پادشاه گورکانیان، بهادرشاه دوم، پس از شورش‌های ۱۸۵۷ در هند توسط راج بریتانیا برکنار شد و امپراتوری مغول رسماً منقرض شد.

## فهرست
از القاب مرسوم فرمانروایان گورکانی «عالم پناه عالم»، «سلطان اعظم»، «پادشاه»، «صاحب قَران»، «شاهنشاه»، «خاقان مکرم» و «ظل الله» بوده‌اند. در فهرست زیر امپراتوران (با پس‌زمینه سفید)، مدعیان تاج و تخت (با پس‌زمینه شیری) و غاصبان آن (با پس‌زمینه خاکستری)، به همراه اطلاعات مربوط به هرکدام، آورده شدند:
  پادشاهان رسمی،   غاصبان حکومت،   مدعیان تاج و تخت
| پادشاهان گورکانی هندوستان |       |                         |                                       |                   |             |                            |               | |
| ر                         | تصویر | نام                     | نام تولد                              | زادروز تولد       | دوران حکومت | تاریخ درگذشت (سن)          | م             | شرح |
| ۱                         |       | بابر                    | ظهیرالدین محمد                        | ۲۳ فوریه ۱۴۸۳     | ۱۵۳۰–۱۵۲۶   | ۲۶ دسامبر ۱۵۳۰ (۴۷ سالگی)  | [ ۱۱ ]        | بنیان‌گذار سلسله گورکانیان هند. |
| ۲                         |       | همایون (دوره اول)       | نصیرالدین محمد همایون                 | ۶ مارس ۱۵۰۸       | ۱۵۳۰–۱۵۴۰   | ۲۷ ژانویه ۱۵۵۶ (۴۸ سالگی)  | [ ۱۲ ]        | دومین پادشاه گورکانی هند |
|                           |       | شیر شاه سوری            |                                       | حدود ۱۴۷۲         | ۱۵۴۰–۱۵۴۵   | مه ۱۵۴۵                    |               | همایون را خلع کرد و سلسله سوری را بنیان‌گذارد. |
|                           |       | اسلام شاه سوری          |                                       | حدود ۱۵۰۰         | ۱۵۴۵–۱۵۵۴   | ۱۵۵۴                       |               | دومین و آخرین پادشاه سلسله سوری. |
|                           |       | کامران میرزا            |                                       | سال ۱۵۰۹          | تا ۱۵۵۳     | ۵ اکتبر ۱۵۵۷               | [ ۱۳ ]        | |
| ۲                         |       | همایون (دوره دوم)       | نصیرالدین محمد همایون                 | ۶ مارس ۱۵۰۸       | ۱۵۵۶–۱۵۵۵   | ۲۷ ژانویه ۱۵۵۶ (۴۸ سالگی)  |               | پس از ۱۵ سال تبعید در ایران و با کمک شاه تهماسب صفوی تاج و تختش را پس گرفت. |
| ۳                         |       | اکبر اعظم               | جلال‌الدین محمد اکبر                   | ۱۴ نوامبر ۱۵۴۲    | ۱۶۰۵–۱۵۵۶   | ۲۷ اکتبر ۱۶۰۵ (۶۳ سالگی)   | [ ۱۴ ]        | فرمانروایی گورکانیان را به کل شبه قاره هند گستراند و آیینی به نام دین الهی که ترکیبی از اسلام، هندوئیسم، زرتشت و سایر ادیان بود بنیان گذاشت. از او به عنوان بزرگترین پادشاه هند نام‌برده می‌شود. |
| ۴                         |       | جهانگیر                 | نور الدین محمد سلیم                   | ۲۰ اکتبر ۱۵۶۹     | ۱۶۲۷–۱۶۰۵   | ۲۸ اکتبر ۱۶۲۷ (۵۸ سالگی)   | [ ۱۵ ]        | علیه پدرش اکبر جنگید و نخستین ارتباط را با کمپانی هند شرقی برقرار کرد. همسر ایرانی او نورجهان قدرت اصلی را در اختیار داشت.                                                                     |
|                           |       | شهریار                  |                                       | ۱۶ ژانویه ۱۶۰۵    | ۱۶۲۸        | ۲۳ ژانویه ۱۶۲۸             |               | به کمک نامادری خود، نورجهان، قصد حکومت داشت. |
|                           |       | داور بخش                | داور بخش بهادر                        | سال ۱۴۷۲          | ۱۶۲۷-۱۶۲۸   | ۲۳ ژانویه ۱۶۲۸             | [ ۱۶ ]        | پدرش، خسرو میرزا، نیز علیه امپراتور وقت شوریده بود و در نبرد کشته شد. |
| ۵                         |       | شاه جهان اعظم           | شهاب‌الدین محمد خرم میرزا              | ۵ ژانویه ۱۵۹۲     | ۱۶۲۷–۱۶۵۸   | ۲۲ ژانویه ۱۶۶۶ (۷۴ سالگی)  |               | تحت فرمان او معماری هندی-ایرانی به اوج شکوفایی رسید و بناهای مهمی چون تاج محل، مسجد جامع دهلی، قلعه سرخ، آرامگاه جهانگیر و باغ شالیمار در لاهور ساخته شد.                                      |
|                           |       | شاه شجاع                | محمد شاه شجاع                         | ۲۳ ژوئن ۱۶۱۶      | ۱۶۵۷-۱۶۶۰   | ۷ فوریه ۱۶۶۱               | [ ۱۷ ] [ ۱۸ ] | |
|                           |       | مراد بخش                | محمد مراد بخش                         | ۸ اکتبر ۱۶۲۴      | ۱۶۵۷-۱۶۵۸   | ۱۴ دسامبر ۱۶۶۱             | [ ۱۷ ]        | |
|                           |       | دارا شکوه               | محمد دارا شکوه                        | ۲۰ مارس ۱۶۱۵      | ۱۶۵۸-۱۶۵۹   | ۳۰ اوت ۱۶۵۹                | [ ۱۹ ]        | او در زمان بیماری پدرش، شاه جهان، اداره امور مملکت را به دست گرفته بود. وی به شدت معتقد به تسامح دینی میان مسلمانان و بومیان هند بود.                                                          |
| ۶                         |       | عالمگیر اعظم (اورنگ‌زیب) | محی‌الدین محمد اورنگ زیب               | ۲۱ اکتبر ۱۶۱۸     | ۱۶۵۸–۱۷۰۷   | ۳ مارس ۱۷۰۷ (۸۸ سالگی)     |               | بر اجرای مجدد سخت‌گیرانه شریعت اسلام در شبه قاره پای فشرد و جزیه را بر غیر مسلمانان برقرار کرد.                                                                                                 |
|                           |       | کامبخش دین پناه         | محمد کامبخش                           | ۶ مارس ۱۶۶۷       | ۱۷۰۷-۱۷۰۹   | ۱۴ ژانویه ۱۷۰۹             | [ ۲۰ ]        | |
|                           |       | محمد اعظم شاه           | قطب‌الدین محمد اعظم                    | ۲۸ ژوئن ۱۶۵۳      | ۱۷۰۷        | ۸ ژوئن ۱۷۰۷                | [ ۲۱ ]        | |
| ۷                         |       | بهادر شاه               | قطب الدین محمد معزام                  | ۱۴ اکتبر ۱۶۴۳     | ۱۷۰۷–۱۷۱۲   | ۲۷ فوریه ۱۷۱۲ (۶۸ سالگی)   | [ ۲۲ ]        | در دوران فرمانروایی او امپراتوری با ضعف شدید روبرو شد و پس از او این ضعف شتاب بیشتری گرفت. |
| ۸                         |       | جهاندارشاه              | معز الدین جهاندار شاہ بهادر           | ۹ مه ۱۶۶۱         | ۱۷۱۲–۱۷۱۳   | ۱۲ فوریه ۱۷۱۳ (۵۱ سالگی)   | [ ۲۳ ]        | حکومتی چند روزه داشت. |
| ۹                         |       | فرخ‌سیر                  | فَرُّخ‌سِیَر                                | ۲۰ اوت ۱۶۸۵       | ۱۷۱۳–۱۷۱۹   | ۲۹ آوریل ۱۷۱۹ (۳۳ سالگی)   | [ ۲۴ ]        | در سال ۱۷۱۷ او فرمان حقوق تجاری آزاد برای بنگال را به کمپانی هند شرقی انگلستان اعطا می‌کند. |
| ۱۰                        |       | رفیع‌الدرجات             | رفیع اُد درجات                         | ۳۰ نوامبر ۱۶۹۹    | ۱۷۱۹        | ۹ ژوئن ۱۷۱۹ (۱۹ سالگی)     | [ ۲۴ ]        | توسط امیرالامرا «سید حسینعلی خان» که از دکن به دهلی لشکر کشید و فرخ‌سیر را خلع کرد به حکومت رسید.                                                                                               |
|                           |       | نیکوسیر                 | محمد نیک سیر                          | حدود ۶ اکتبر ۱۶۷۹ | ۱۷۱۹        | ۱۲ آوریل ۱۷۲۳              | [ ۲۴ ]        | |
| ۱۱                        |       | رفیع‌الدولت              | شاه جهان دوم                          | در ژوئن ۱۶۹۶      | ۱۷۱۹        | ۱۹ سپتامبر ۱۷۱۹ (۲۳ سالگی) | [ ۲۴ ]        | |
|                           |       | محمد ابراهیم            | رفیع القادر محمد ابراهیم              | ۹ اوت ۱۷۰۳        | ۱۷۲۰        | ۳۱ ژانویه ۱۷۴۶             | [ ۲۴ ]        | |
| ۱۲                        |       | محمد شاه                | روشن اختر بهادر‬                       | ۱۷ اوت ۱۷۰۲       | ۱۷۱۹–۱۷۴۸   | ۲۸ آوریل ۱۷۴۸ (۴۵ سالگی)   | [ ۲۴ ]        | در سال ۱۷۳۹ از نادرشاه افشار شکست خورد. |
| ۱۳                        |       | احمدشاه بهادر           | احمد شاه بهادر                        | ۲۳ دسامبر ۱۷۲۵    | ۱۷۵۴–۱۷۴۸   | ۱ ژانویه ۱۷۷۵ (۴۹ سالگی)   | [ ۲۴ ]        | |
| ۱۴                        |       | عالمگیر دوم             | عزیز الدین                            | ۶ ژوئن ۱۶۹۹       | ۱۷۵۴–۱۷۵۹   | ۲۹ نوامبر ۱۷۵۹ (۶۰ سالگی)  | [ ۲۵ ]        | |
| ۱۵                        |       | شاه‌جهان سوم             | محی اُلملت                             | در سال ۱۷۱۱       | ۱۷۵۹-۱۷۶۰   | سال ۱۷۷۲ (۶۰ یا ۶۱ سالگی)  | [ ۲۵ ]        | |
| ۱۶                        |       | شاه عالم دوم            | علی گوهر                              | ۲۵ ژوئن ۱۷۲۸      | ۱۷۵۹–۱۸۰۶   | ۱۹ نوامبر ۱۸۰۶ (۷۸ سالگی)  | [ ۲۵ ]        | با حمله به احمد شاه عبدعلی در سال ۱۷۶۱؛ اداره مناطق بنگال، بیهار و اوریسا را به کمپانی هند شرقی بریتانیا در سال ۱۷۶۵، به‌طور رسمی واگذار کرد و در سال ۱۸۰۳ تحت حمایت بریتانیا قرار گرفت.        |
|                           |       | محمود شاه بهادر         | بیدار بخت محمود                       | ۱۷۴۹              | ۱۷۸۸        | ۱۷۹۰                       | [ ۲۶ ]        | |
| ۱۷                        |       | اکبرشاه دوم             | میرزا اکبر                            | ۲۲ آوریل ۱۷۶۰     | ۱۸۰۶–۱۸۳۷   | ۲۸ سپتامبر ۱۸۳۷ (۷۷ سالگی) | [ ۲۷ ]        | دست نشانده و تحت حمایت انگلستان |
| ۱۸                        |       | بهادرشاه دوم            | ابو ظفر سراج اُلدین محمد بهادر شاہ ظفر‬ | ۲۴ اکتبر ۱۷۷۵     | ۱۸۳۷–۱۸۵۷   | ۷ نوامبر ۱۸۶۲ (۸۷ سالگی)   | [ ۲۸ ]        | پس از شورش سال ۱۸۵۷ هند توسط بریتانیا عزل شد و به برمه تبعید شد. |

## شجره‌نامه
هفت امپراتور نخستین گورکانی به همراه همسرانشان:
| بابر | بابر | بابر | بابر | بابر             | بابر             |                  |                  | ماهم بیگم (ترک)  | ماهم بیگم (ترک)  | ماهم بیگم (ترک) | ماهم بیگم (ترک) | ماهم بیگم (ترک)        | ماهم بیگم (ترک)        |                        |                        |                        |                        |                     |                     |                      |                      |                      |                      |                         |                         |                         |                         |                         |                         |                       |                       |                       |                       |
| بابر | بابر | بابر | بابر | بابر             | بابر             |                  |                  | ماهم بیگم (ترک)  | ماهم بیگم (ترک)  | ماهم بیگم (ترک) | ماهم بیگم (ترک) | ماهم بیگم (ترک)        | ماهم بیگم (ترک)        |                        |                        |                        |                        |                     |                     |                      |                      |                      |                      |                         |                         |                         |                         |                         |                         |                       |                       |                       |                       |
|      |      |      |      |                  |                  |                  |                  |                  |                  |                 |                 |                        |                        |                        |                        |                        |                        |                     |                     |                      |                      |                      |                      |                         |                         |                         |                         |                         |                         |                       |                       |                       |                       |
|      |      |      |      | نصیرالدین همایون | نصیرالدین همایون | نصیرالدین همایون | نصیرالدین همایون | نصیرالدین همایون | نصیرالدین همایون |                 |                 | حمیده بانو بیگم (فارس) | حمیده بانو بیگم (فارس) | حمیده بانو بیگم (فارس) | حمیده بانو بیگم (فارس) | حمیده بانو بیگم (فارس) | حمیده بانو بیگم (فارس) |                     |                     |                      |                      |                      |                      |                         |                         |                         |                         |                         |                         |                       |                       |                       |                       |
|      |      |      |      | نصیرالدین همایون | نصیرالدین همایون | نصیرالدین همایون | نصیرالدین همایون | نصیرالدین همایون | نصیرالدین همایون |                 |                 | حمیده بانو بیگم (فارس) | حمیده بانو بیگم (فارس) | حمیده بانو بیگم (فارس) | حمیده بانو بیگم (فارس) | حمیده بانو بیگم (فارس) | حمیده بانو بیگم (فارس) |                     |                     |                      |                      |                      |                      |                         |                         |                         |                         |                         |                         |                       |                       |                       |                       |
|      |      |      |      |                  |                  |                  |                  |                  |                  |                 |                 |                        |                        |                        |                        |                        |                        |                     |                     |                      |                      |                      |                      |                         |                         |                         |                         |                         |                         |                       |                       |                       |                       |
|      |      |      |      |                  |                  |                  |                  | اکبر کبیر        | اکبر کبیر        | اکبر کبیر       | اکبر کبیر       | اکبر کبیر              | اکبر کبیر              |                        |                        | مریم‌ زمانی (راجپوت)    | مریم‌ زمانی (راجپوت)    | مریم‌ زمانی (راجپوت) | مریم‌ زمانی (راجپوت) | مریم‌ زمانی (راجپوت)  | مریم‌ زمانی (راجپوت)  |                      |                      |                         |                         |                         |                         |                         |                         |                       |                       |                       |                       |
|      |      |      |      |                  |                  |                  |                  | اکبر کبیر        | اکبر کبیر        | اکبر کبیر       | اکبر کبیر       | اکبر کبیر              | اکبر کبیر              |                        |                        | مریم‌ زمانی (راجپوت)    | مریم‌ زمانی (راجپوت)    | مریم‌ زمانی (راجپوت) | مریم‌ زمانی (راجپوت) | مریم‌ زمانی (راجپوت)  | مریم‌ زمانی (راجپوت)  |                      |                      |                         |                         |                         |                         |                         |                         |                       |                       |                       |                       |
|      |      |      |      |                  |                  |                  |                  |                  |                  |                 |                 |                        |                        |                        |                        |                        |                        |                     |                     |                      |                      |                      |                      |                         |                         |                         |                         |                         |                         |                       |                       |                       |                       |
|      |      |      |      |                  |                  |                  |                  |                  |                  |                 |                 | جهانگیرشاه             | جهانگیرشاه             | جهانگیرشاه             | جهانگیرشاه             | جهانگیرشاه             | جهانگیرشاه             |                     |                     | بلقیس مکانی (راجپوت) | بلقیس مکانی (راجپوت) | بلقیس مکانی (راجپوت) | بلقیس مکانی (راجپوت) | بلقیس مکانی (راجپوت)    | بلقیس مکانی (راجپوت)    |                         |                         |                         |                         |                       |                       |                       |                       |
|      |      |      |      |                  |                  |                  |                  |                  |                  |                 |                 | جهانگیرشاه             | جهانگیرشاه             | جهانگیرشاه             | جهانگیرشاه             | جهانگیرشاه             | جهانگیرشاه             |                     |                     | بلقیس مکانی (راجپوت) | بلقیس مکانی (راجپوت) | بلقیس مکانی (راجپوت) | بلقیس مکانی (راجپوت) | بلقیس مکانی (راجپوت)    | بلقیس مکانی (راجپوت)    |                         |                         |                         |                         |                       |                       |                       |                       |
|      |      |      |      |                  |                  |                  |                  |                  |                  |                 |                 |                        |                        |                        |                        |                        |                        |                     |                     |                      |                      |                      |                      |                         |                         |                         |                         |                         |                         |                       |                       |                       |                       |
|      |      |      |      |                  |                  |                  |                  |                  |                  |                 |                 |                        |                        |                        |                        | شاه جهان               | شاه جهان               | شاه جهان            | شاه جهان            | شاه جهان             | شاه جهان             |                      |                      | ارجمند بانو بیگم (فارس) | ارجمند بانو بیگم (فارس) | ارجمند بانو بیگم (فارس) | ارجمند بانو بیگم (فارس) | ارجمند بانو بیگم (فارس) | ارجمند بانو بیگم (فارس) |                       |                       |                       |                       |
|      |      |      |      |                  |                  |                  |                  |                  |                  |                 |                 |                        |                        |                        |                        | شاه جهان               | شاه جهان               | شاه جهان            | شاه جهان            | شاه جهان             | شاه جهان             |                      |                      | ارجمند بانو بیگم (فارس) | ارجمند بانو بیگم (فارس) | ارجمند بانو بیگم (فارس) | ارجمند بانو بیگم (فارس) | ارجمند بانو بیگم (فارس) | ارجمند بانو بیگم (فارس) |                       |                       |                       |                       |
|      |      |      |      |                  |                  |                  |                  |                  |                  |                 |                 |                        |                        |                        |                        |                        |                        |                     |                     |                      |                      |                      |                      |                         |                         |                         |                         |                         |                         |                       |                       |                       |                       |
|      |      |      |      |                  |                  |                  |                  |                  |                  |                 |                 |                        |                        |                        |                        |                        |                        |                     |                     | اورنگ‌زیب             | اورنگ‌زیب             | اورنگ‌زیب             | اورنگ‌زیب             | اورنگ‌زیب                | اورنگ‌زیب                |                         |                         | دلرس بانو بیگم (فارس)   | دلرس بانو بیگم (فارس)   | دلرس بانو بیگم (فارس) | دلرس بانو بیگم (فارس) | دلرس بانو بیگم (فارس) | دلرس بانو بیگم (فارس) |
|      |      |      |      |                  |                  |                  |                  |                  |                  |                 |                 |                        |                        |                        |                        |                        |                        |                     |                     | اورنگ‌زیب             | اورنگ‌زیب             | اورنگ‌زیب             | اورنگ‌زیب             | اورنگ‌زیب                | اورنگ‌زیب                |                         |                         | دلرس بانو بیگم (فارس)   | دلرس بانو بیگم (فارس)   | دلرس بانو بیگم (فارس) | دلرس بانو بیگم (فارس) | دلرس بانو بیگم (فارس) | دلرس بانو بیگم (فارس) |
|      |      |      |      |                  |                  |                  |                  |                  |                  |                 |                 |                        |                        |                        |                        |                        |                        |                     |                     |                      |                      |                      |                      |                         |                         |                         |                         |                         |                         |                       |                       |                       |                       |
|      |      |      |      |                  |                  |                  |                  |                  |                  |                 |                 |                        |                        |                        |                        |                        |                        |                     |                     |                      |                      |                      |                      | محمد اعظم شاه           |                         |                         |                         |                         |                         |                       |                       |                       |                       |

تبار افراد ذکور در خاندان سلطنتی گورکانیان هند: